# Tênis de mesa nos Jogos Pan-Americanos de 2019 - Duplas masculinas
A competição das duplas masculinas foi um dos eventos do tênis de mesa nos Jogos Pan-Americanos de 2019, em Lima. Foi disputada de 4 a 6 de agosto na Villa Deportiva Nacional, em Callao.

## Medalhistas
| Ouro   | BRA Hugo Calderano e Gustavo Tsuboi                             |
| Prata  | ARG Gastón Alto e Horacio Cifuentes                             |
| Bronze | PUR Brian Afanador e Daniel González DOM Emil Santos e Jiaji Wu |

## Resultados

### Chaveamento
| Primeira rodada 4 de agosto 16:00 | Primeira rodada 4 de agosto 16:00              | Primeira rodada 4 de agosto 16:00 | Primeira rodada 4 de agosto 16:00 | Primeira rodada 4 de agosto 16:00 | Primeira rodada 4 de agosto 16:00 | Primeira rodada 4 de agosto 16:00 | Primeira rodada 4 de agosto 16:00 | Primeira rodada 4 de agosto 16:00 |  |  | Quartas-de-final 4 de agosto 20:00 | Quartas-de-final 4 de agosto 20:00         | Quartas-de-final 4 de agosto 20:00 | Quartas-de-final 4 de agosto 20:00 | Quartas-de-final 4 de agosto 20:00 | Quartas-de-final 4 de agosto 20:00 | Quartas-de-final 4 de agosto 20:00 | Quartas-de-final 4 de agosto 20:00 | Quartas-de-final 4 de agosto 20:00 |  |  | Semifinais 5 de agosto 19:00 | Semifinais 5 de agosto 19:00               | Semifinais 5 de agosto 19:00 | Semifinais 5 de agosto 19:00 | Semifinais 5 de agosto 19:00 | Semifinais 5 de agosto 19:00 | Semifinais 5 de agosto 19:00 | Semifinais 5 de agosto 19:00 | Semifinais 5 de agosto 19:00 |  |  | Final 6 de agosto | Final 6 de agosto                         | Final 6 de agosto | Final 6 de agosto | Final 6 de agosto | Final 6 de agosto | Final 6 de agosto | Final 6 de agosto | Final 6 de agosto |
|                                   |                                                |                                   |                                   |                                   |                                   |                                   |                                   |                                   |  |  |                                    |                                            |                                    |                                    |                                    |                                    |                                    |                                    |                                    |  |  |                              |                                            |                              |                              |                              |                              |                              |                              |                              |  |  |                   |                                           |                   |                   |                   |                   |                   |                   |                   |
|                                   |                                                |                                   |                                   |                                   |                                   |                                   |                                   |                                   |  |  |                                    |                                            |                                    |                                    |                                    |                                    |                                    |                                    |                                    |  |  |                              |                                            |                              |                              |                              |                              |                              |                              |                              |  |  |                   |                                           |                   |                   |                   |                   |                   |                   |                   |
|                                   |                                                |                                   |                                   |                                   |                                   |                                   |                                   |                                   |  |  |                                    | Hugo Calderano (BRA) Gustavo Tsuboi (BRA)  | 9                                  | 8                                  | 12                                 | 11                                 | 11                                 | 11                                 | 11                                 |  |  |                              |                                            |                              |                              |                              |                              |                              |                              |                              |  |  |                   |                                           |                   |                   |                   |                   |                   |                   |                   |
|                                   | Hector Gatica (GUA) Heber Moscoso (GUA)        | 7                                 | 5                                 | 5                                 | 5                                 |                                   |                                   |                                   |  |  |                                    | Jorge Campos (CUB) Andy Pereira (CUB)      | 11                                 | 11                                 | 14                                 | 9                                  | 8                                  | 5                                  | 9                                  |  |  |                              |                                            |                              |                              |                              |                              |                              |                              |                              |  |  |                   |                                           |                   |                   |                   |                   |                   |                   |                   |
|                                   | Jorge Campos (CUB) Andy Pereira (CUB)          | 11                                | 11                                | 11                                | 11                                |                                   |                                   |                                   |  |  |                                    |                                            |                                    |                                    |                                    |                                    |                                    |                                    |                                    |  |  |                              | Hugo Calderano (BRA) Gustavo Tsuboi (BRA)  | 11                           | 11                           | 9                            | 9                            | 11                           | 14                           |                              |  |  |                   |                                           |                   |                   |                   |                   |                   |                   |                   |
|                                   | Marcos Madrid (MEX) Ricardo Villa (MEX)        | 10                                | 11                                | 11                                | 11                                | 11                                |                                   |                                   |  |  |                                    |                                            |                                    |                                    |                                    |                                    |                                    |                                    |                                    |  |  |                              | Brian Afanador (PUR) Daniel González (PUR) | 6                            | 6                            | 11                           | 11                           | 6                            | 12                           |                              |  |  |                   |                                           |                   |                   |                   |                   |                   |                   |                   |
|                                   | Bryan Blas (PER) Johan Chavez (PER)            | 12                                | 9                                 | 5                                 | 4                                 | 9                                 |                                   |                                   |  |  |                                    | Marcos Madrid (MEX) Ricardo Villa (MEX)    | 5                                  | 5                                  | 11                                 | 11                                 | 11                                 | 7                                  | 8                                  |  |  |                              |                                            |                              |                              |                              |                              |                              |                              |                              |  |  |                   |                                           |                   |                   |                   |                   |                   |                   |                   |
|                                   | Cecilio Correa (VEN) Marco Navas (VEN)         | 5                                 | 6                                 | 11                                | 3                                 | 10                                |                                   |                                   |  |  |                                    | Brian Afanador (PUR) Daniel González (PUR) | 11                                 | 11                                 | 6                                  | 7                                  | 6                                  | 11                                 | 11                                 |  |  |                              |                                            |                              |                              |                              |                              |                              |                              |                              |  |  |                   |                                           |                   |                   |                   |                   |                   |                   |                   |
|                                   | Brian Afanador (PUR) Daniel González (PUR)     | 11                                | 11                                | 9                                 | 11                                | 12                                |                                   |                                   |  |  |                                    |                                            |                                    |                                    |                                    |                                    |                                    |                                    |                                    |  |  |                              |                                            |                              |                              |                              |                              |                              |                              |                              |  |  |                   | Hugo Calderano (BRA) Gustavo Tsuboi (BRA) | 11                | 12                | 8                 | 11                | 12                | 12                |                   |
|                                   | Marcelo Aguirre (PAR) Alejandro Toranzos (PAR) | 12                                | 8                                 | 9                                 | 11                                | 13                                | 4                                 | 8                                 |  |  |                                    |                                            |                                    |                                    |                                    |                                    |                                    |                                    |                                    |  |  |                              |                                            |                              |                              |                              |                              |                              |                              |                              |  |  |                   | Gaston Alto (ARG) Horacio Cifuentes (ARG) | 6                 | 14                | 11                | 6                 | 10                | 10                |                   |
|                                   | Jeremy Hazin (CAN) Eugene Wang (CAN)           | 10                                | 11                                | 11                                | 6                                 | 11                                | 11                                | 11                                |  |  |                                    | Jeremy Hazin (CAN) Eugene Wang (CAN)       | 14                                 | 11                                 | 5                                  | 4                                  | 6                                  | 11                                 | 8                                  |  |  |                              |                                            |                              |                              |                              |                              |                              |                              |                              |  |  |                   |                                           |                   |                   |                   |                   |                   |                   |                   |
|                                   | Emil Santos (DOM) Jiaji Wu (DOM)               | 11                                | 11                                | 11                                | 8                                 | 11                                |                                   |                                   |  |  |                                    | Emil Santos (DOM) Jiaji Wu (DOM)           | 12                                 | 2                                  | 11                                 | 11                                 | 11                                 | 8                                  | 11                                 |  |  |                              |                                            |                              |                              |                              |                              |                              |                              |                              |  |  |                   |                                           |                   |                   |                   |                   |                   |                   |                   |
|                                   | Gustavo Gómez (CHI) Juan Lamadrid (CHI)        | 8                                 | 8                                 | 4                                 | 11                                | 2                                 |                                   |                                   |  |  |                                    |                                            |                                    |                                    |                                    |                                    |                                    |                                    |                                    |  |  |                              | Emil Santos (DOM) Jiaji Wu (DOM)           | 9                            | 13                           | 11                           | 5                            | 11                           | 10                           | 5                            |  |  |                   |                                           |                   |                   |                   |                   |                   |                   |                   |
|                                   | Alberto Miño (ECU) Emiliano Riofrio (ECU)      | 7                                 | 6                                 | 11                                | 11                                | 10                                | 11                                | 10                                |  |  |                                    |                                            |                                    |                                    |                                    |                                    |                                    |                                    |                                    |  |  |                              | Gaston Alto (ARG) Horacio Cifuentes (ARG)  | 11                           | 11                           | 7                            | 11                           | 5                            | 12                           | 11                           |  |  |                   |                                           |                   |                   |                   |                   |                   |                   |                   |
|                                   | Nikhil Kumar (USA) Nicholas Tio (USA)          | 11                                | 11                                | 6                                 | 4                                 | 12                                | 9                                 | 12                                |  |  |                                    | Nikhil Kumar (USA) Nicholas Tio (USA)      | 12                                 | 6                                  | 7                                  | 11                                 | 14                                 | 8                                  |                                    |  |  |                              |                                            |                              |                              |                              |                              |                              |                              |                              |  |  |                   |                                           |                   |                   |                   |                   |                   |                   |                   |
|                                   |                                                |                                   |                                   |                                   |                                   |                                   |                                   |                                   |  |  |                                    | Gaston Alto (ARG) Horacio Cifuentes (ARG)  | 14                                 | 11                                 | 11                                 | 6                                  | 12                                 | 11                                 |                                    |  |  |                              |                                            |                              |                              |                              |                              |                              |                              |                              |  |  |                   |                                           |                   |                   |                   |                   |                   |                   |                   |
|                                   |                                                |                                   |                                   |                                   |                                   |                                   |                                   |                                   |  |  |                                    |                                            |                                    |                                    |                                    |                                    |                                    |                                    |                                    |  |  |                              |                                            |                              |                              |                              |                              |                              |                              |                              |  |  |                   |                                           |                   |                   |                   |                   |                   |                   |                   |